# Wout De Buyser
Wout De Buyser (29 juni 2001) is een Belgisch voetballer die onder contract ligt bij SK Lierse.

## Carrière
De Buyser ruilde de jeugdopleiding van Club Brugge in 2020 voor die van Zulte Waregem. In april 2022 ondertekende hij een profcontract tot 2024 bij laatstgenoemde club. Diezelfde maand nog maakte hij zijn officiële debuut in het eerste elftal van Zulte Waregem: op de slotspeeldag van de reguliere competitie kreeg hij tegen Sporting Charleroi (3-0-verlies) een basisplaats. Na 64 minuten werd hij gewisseld voor Dion Cools.
Tijdens de voorbereiding op het seizoen 2022/23 liep De Buyser een voetblessure op. Aanvankelijk werd gedacht dat hij een paar weken na het seizoensbegin weer fit zou zijn, maar De Buyser herviel. Op 7 december 2022 maakte hij zijn wederoptreden in een oefenduel tegen KSK Vlaamse Ardennen, maar even later klonk het toch weer dat hij out was. Uiteindelijk maakte hij pas in februari 2023 zijn officiële comeback. Op 18 februari 2023 mocht hij een helft meespelen met Jong Essevee, het tweede elftal van de club in de Tweede afdeling, in de competitiewedstrijd tegen KSV Oudenaarde (4-4-gelijkspel). Vervolgens liet Mbaye Leye hem drie speeldagen op rij kort invallen in de Jupiler Pro League. Ook interim-trainer Frederik D'hollander liet hem in het seizoenseinde nog een keer invallen. Op het einde van het seizoen degradeerde De Buyser met Zulte Waregem naar Eerste klasse B.
Na een korte passage bij Sporting Hasselt tekende Wout op 2 februari 2025 een contract voor tweeënhalf jaar bij SK Lierse.

## Clubstatistieken
| Seizoen         | Club             | Land               | Competitie        | Competitie | Competitie | Beker | Beker | Totaal | Totaal |
| Seizoen         | Club             | Land               | Competitie        | Wed.       | Dlp.       | Wed.  | Dlp.  | Wed.   | Dlp.   |
| --------------- | ---------------- | ------------------ | ----------------- | ---------- | ---------- | ----- | ----- | ------ | ------ |
| 2021/22         | Zulte Waregem    | Vlag van België    | Eerste klasse A   | 1          | 0          | —     | —     | 1      | 0      |
| 2022/23         | Zulte Waregem    | Vlag van België    | Eerste klasse A   | 4          | 0          | 1     | 0     | 5      | 0      |
| 2022/23         | Jong Essevee     | Vlag van België    | Tweede Nationale  | 1          | 0          | —     | —     | 1      | 0      |
| 2023/24         | FC Hesperingen   | Vlag van Luxemburg | Nationaldivisioun | 16         | 1          | 3     | 0     | 19     | 1      |
| 2024/25         | Sporting Hasselt | Vlag van België    | Eerste Nationale  | 6          | 0          | —     | —     | 6      | 0      |
| 2024/25         | SK Lierse        | Vlag van België    | Eerste klasse B   | 0          | 0          | 0     | 0     | 0      | 0      |
| Carrière totaal | Carrière totaal  | Carrière totaal    | Carrière totaal   | 28         | 1          | 4     | 0     | 32     | 0      |

Bijgewerkt op 16 mei 2023.